# ژان لوزیو
ژان لوزیو (انگلیسی: Jean Lesieur؛ زادهٔ ۱ ژانویهٔ ۱۹۵۳) قایقران قایق بادبانی اهل فرانسه است.